# Schloss Bussy-Rabutin

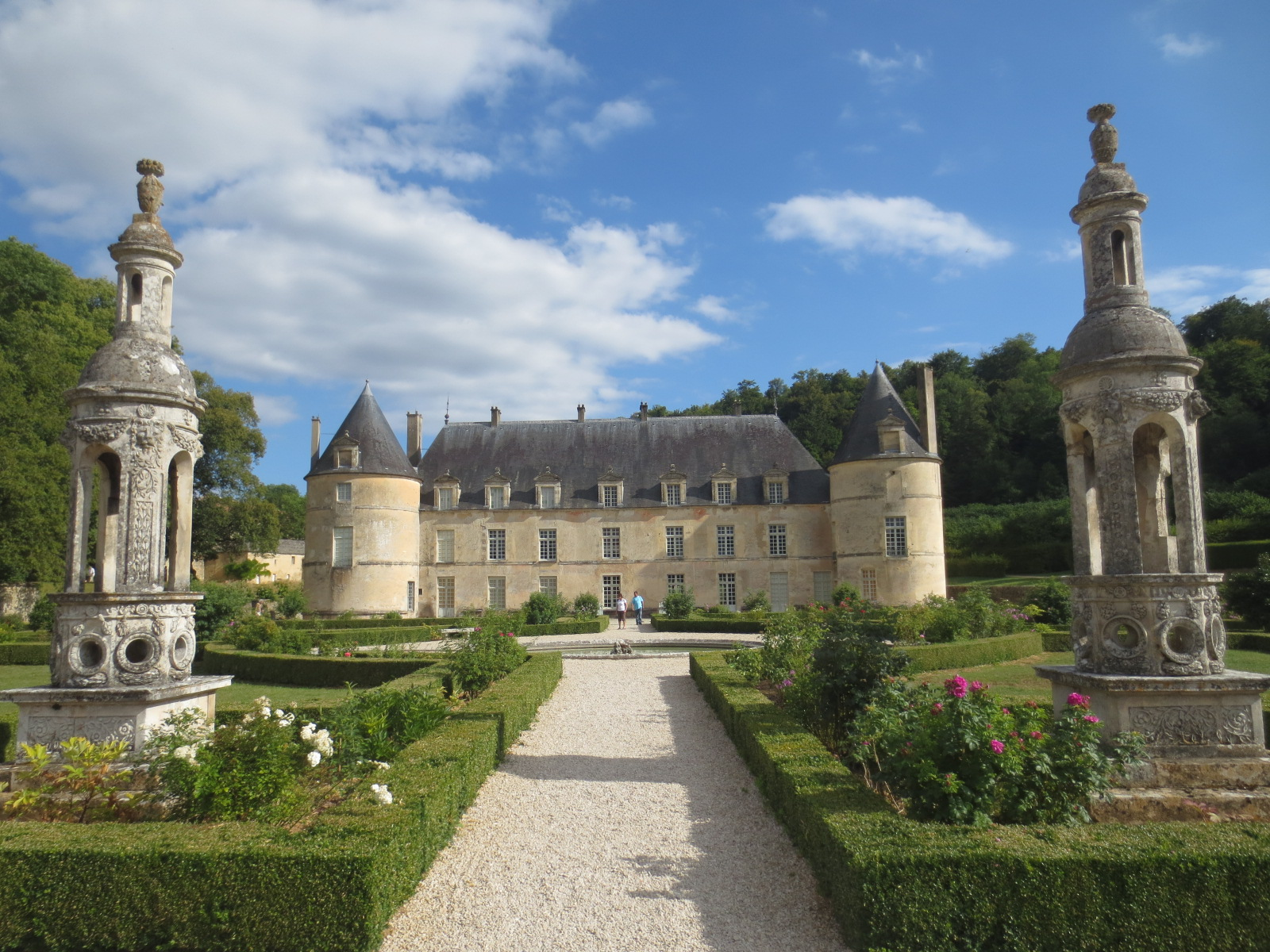
Schloss Bussy-Rabutin vom Park aus

Das Schloss Bussy-Rabutin steht im französischen Département Côte-d’Or, etwa zwei Kilometer vom Dorf Bussy-le-Grand entfernt. Das Bauwerk besteht aus verschiedenen Gebäuden: dem Hauptgebäude, einem Gesindehaus, einem Taubenhaus und einer Kapelle aus dem 17. Jahrhundert. Das von einem großen Park umgebene Schloss steht seit 1862 als Monument historique unter Denkmalschutz. Sein bekanntester Besitzer war Roger de Bussy-Rabutin.

## Baugeschichte und Beschreibung
Schloss Bussy-Rabutin entstand zunächst als befestigte Anlage, wurde jedoch mit Beginn der Renaissance zunehmend wohnlicher ausgebaut und gilt daher als Renaissanceschloss. 1602 kam es in den Besitz der Familie Rabutin, die es 1733 wieder verkaufte. Die Türme stammen von einer burgähnlichen Anlage aus dem 15. Jahrhundert. Die im 17. Jahrhundert erneuerten Wassergräben waren ursprünglich mit Zugbrücken zu überqueren. Nach 1520 entstanden die seitlichen Gebäudeflügel neu, die Kegeldächer wurden im 17. Jahrhundert ergänzt. Im Erdgeschoss der Flügelbauten bilden Arkaden eine offene Galerie mit Korbbögen. Zwischen den hinteren Türmen befindet sich das 1649 vollendete Hauptgebäude.
Das Innere des Schlosses ist mit zahlreichen Porträts berühmter historischer Persönlichkeiten geschmückt, Höhepunkt ist das Kabinett in der Tour dorée (goldener Turm) aus dem 17. Jahrhundert.
In der Salle des Devises sind die Wände mit Porträts und Schlossansichten dekoriert. Viele der Abbildungen tragen lateinische Aphorismen, in denen Roger de Bussy-Rabutin ironisch auf seine eigene Situation Bezug nimmt.

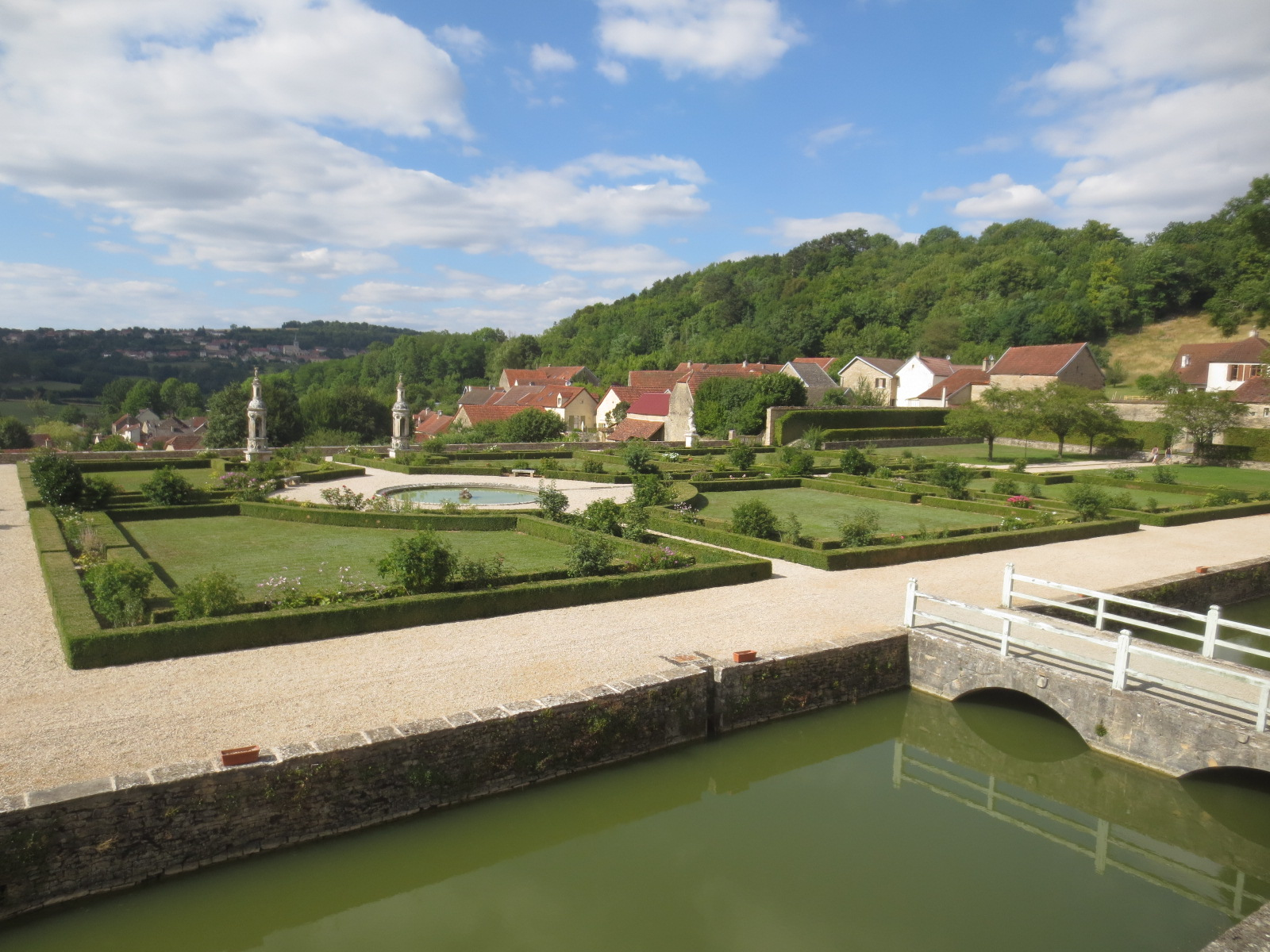
Blick über das Gartenparterre zum Ort

Des Weiteren umfasst das Schloss eine weitläufige Gartenanlage. Auf der anderen Seite des Tales sieht man das Dorf Bussy-le-Grand. Die Anlage wurde vom französischen Gartenarchitekten André Le Nôtre in Anlehnung an den Garten von Schloss Versailles gestaltet. Ein Laubwald und ein terrassenförmig gestalteter Park umgeben das Schloss. Die Außenanlagen umfassen insgesamt 34 Hektar und sind seit Beginn des 19. Jahrhunderts von einer Mauer umgeben.

## Galerie

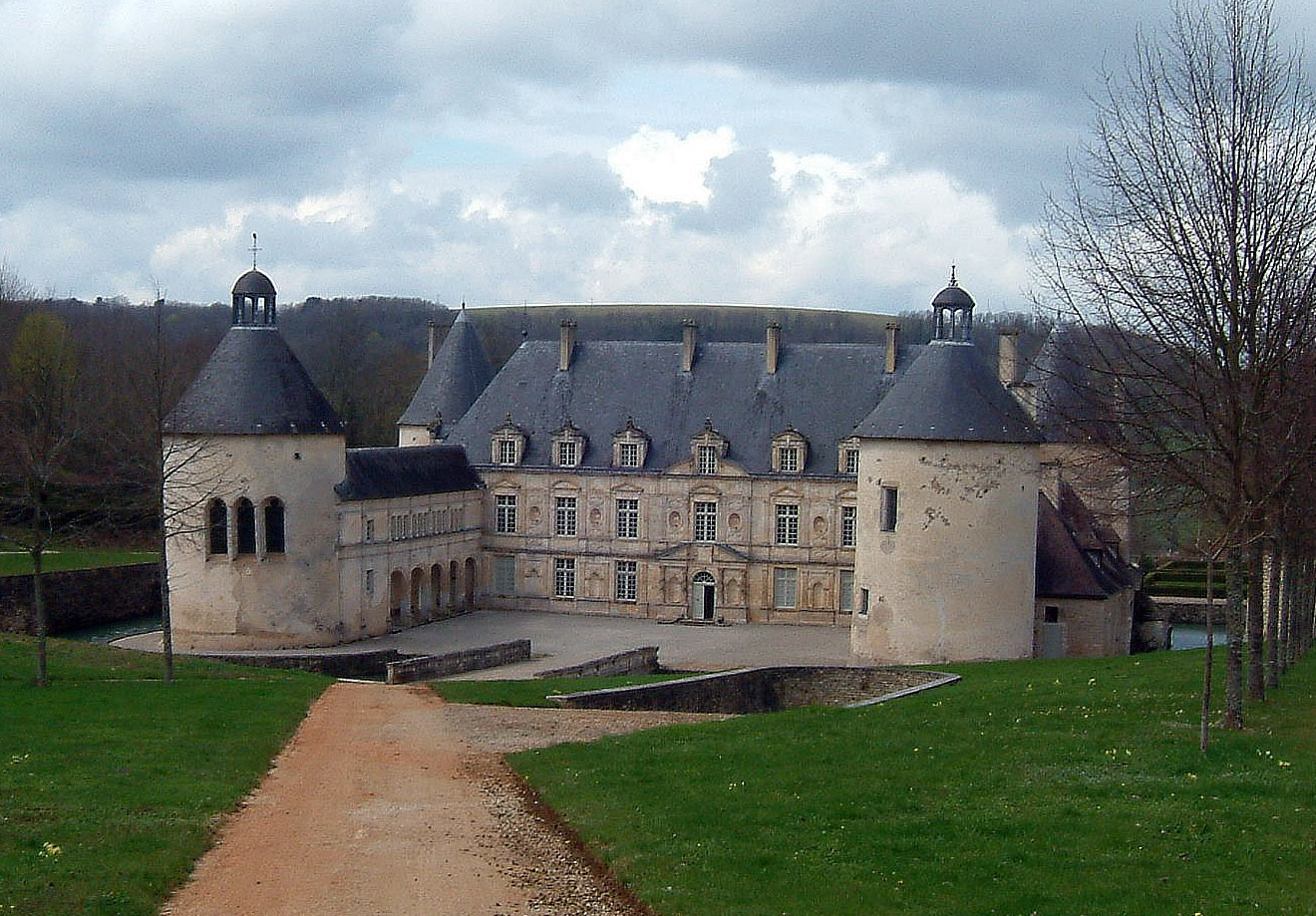
Ansicht von Südosten
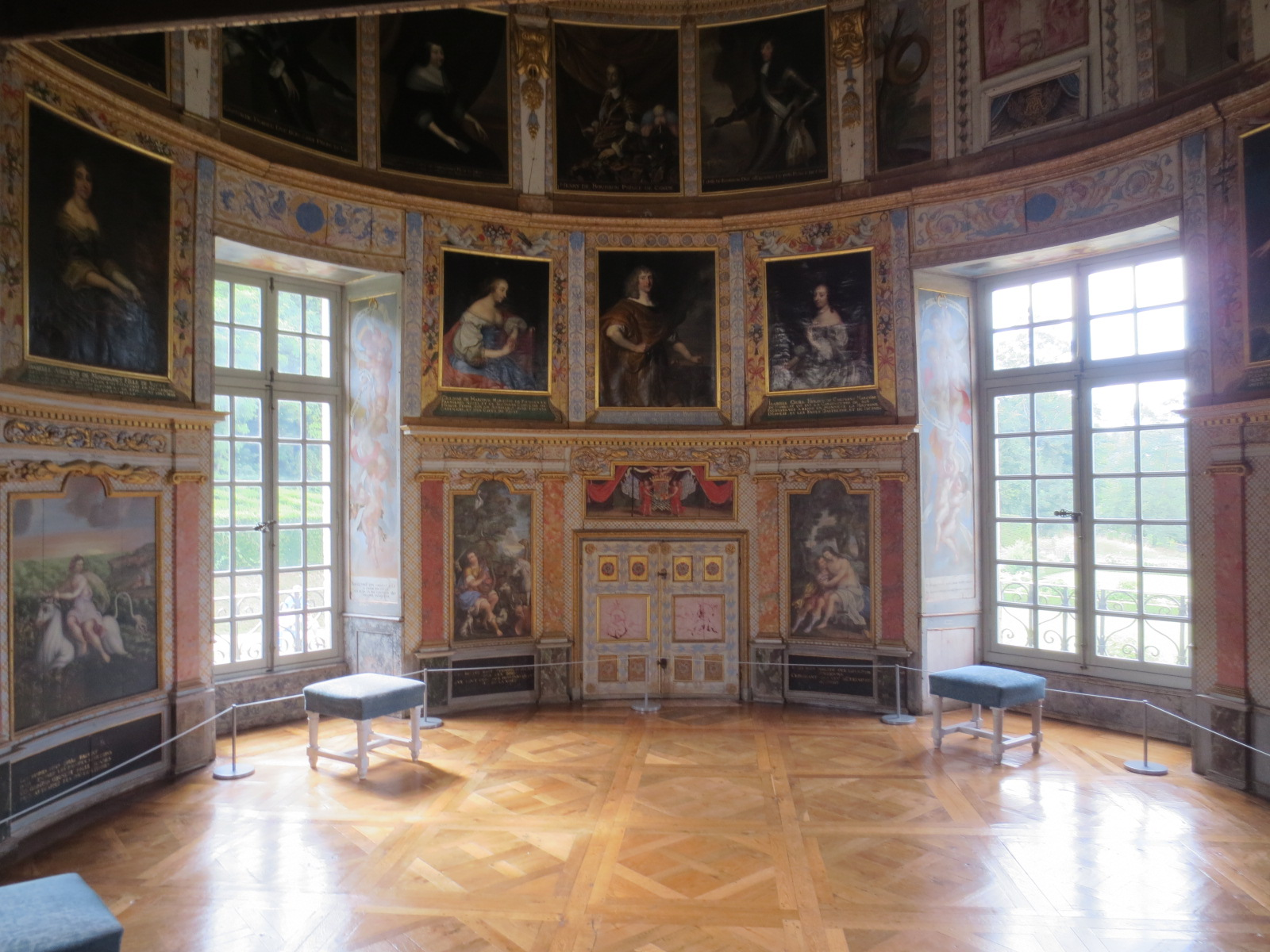
Tour dorée (Goldener Turm)
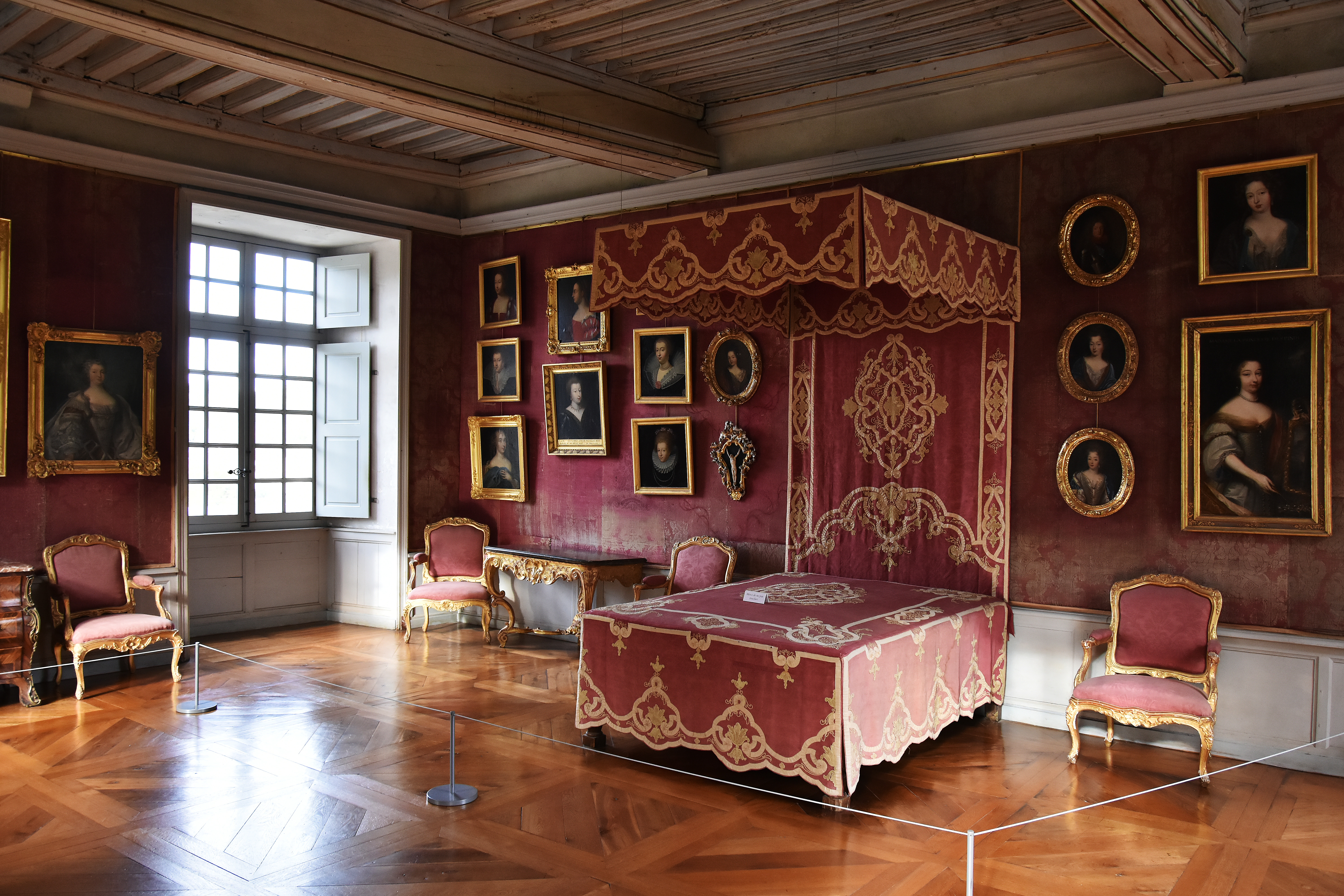
Schlafzimmer
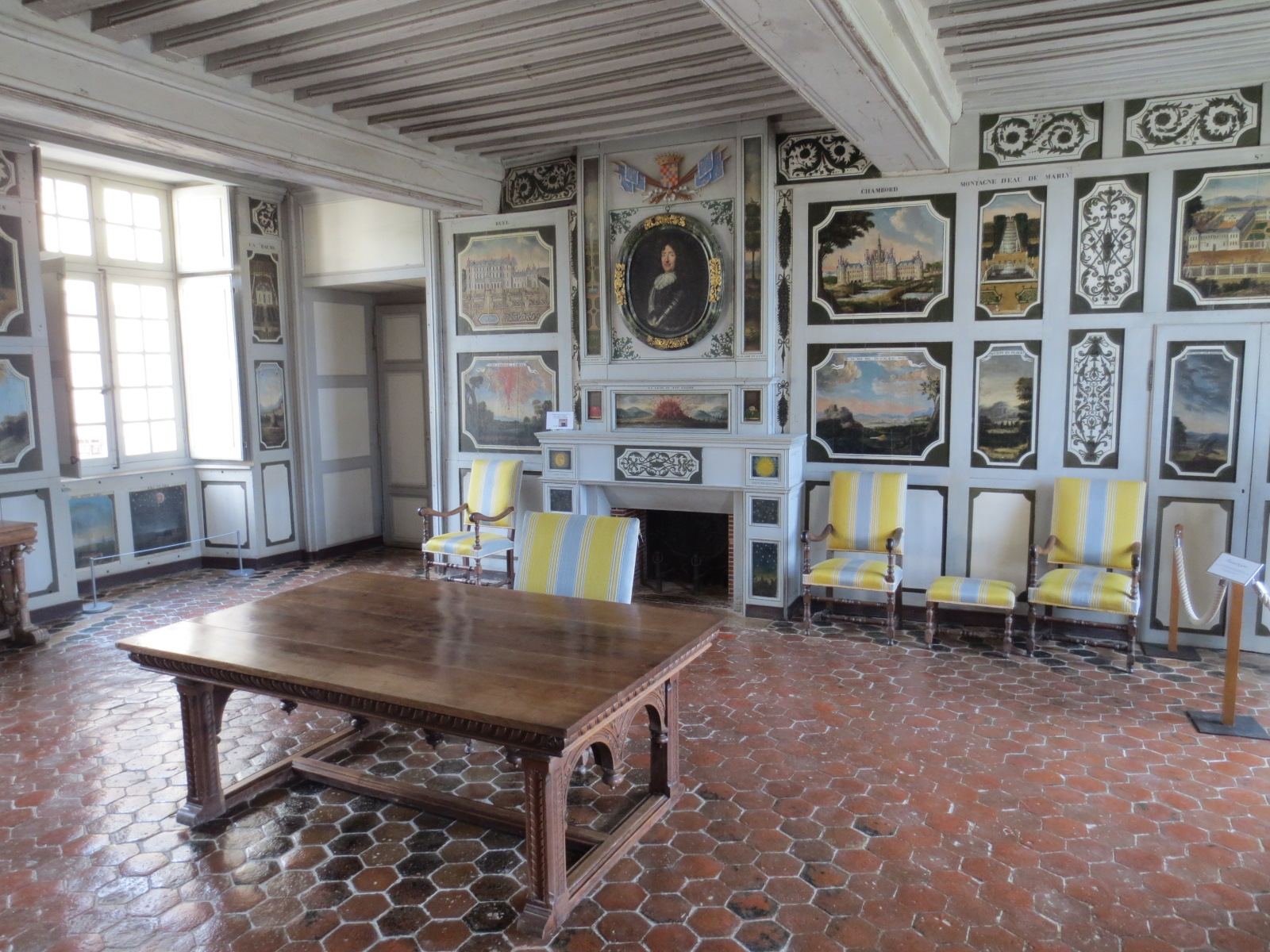
Salle des devises mit Abbildungen verschiedener Schlösser und einem Porträt des Roger de Bussy-Rabutin